# نیروی هوایی غنا
نیروی هوایی غنا (انگلیسی: Ghana Air Force) نیروی هوایی زیرمجموعه نیروهای مسلح غنا است، که فعالیت خود را از سال ۱۹۵۹ آغاز نمود.